# Бад-Гоннеф
Бад-Гоннеф (нім. Bad Honnef) — місто в Німеччині, знаходиться в землі Північний Рейн-Вестфалія. Підпорядковується адміністративному округу Кельн. Входить до складу району Райн-Зіг.
Площа — 48,3 км2. Населення становить 25 759 ос. (станом на 31 грудня 2020).
З початку XX сторіччя — курортне містечко завдяки знайденому 1897 року на його території джерелу мінеральної води Drachenquelle.

## Відомі особистості
В поселенні померли:
- Йоганнес Гессен (1889-1971) — філософ і римо-католицький теолог.